# Trayning
Trayning är en ort i Australien. Den ligger i kommunen Trayning och delstaten Western Australia, omkring 210 kilometer nordost om delstatshuvudstaden Perth.
Trakten runt Trayning är nära nog obefolkad, med mindre än två invånare per kvadratkilometer.. Trayning är det största samhället i trakten.
Trakten runt Trayning består till största delen av jordbruksmark. Genomsnittlig årsnederbörd är 383 millimeter. Den regnigaste månaden är juli, med i genomsnitt 47 mm nederbörd, och den torraste är december, med 13 mm nederbörd.